# Листова капуста

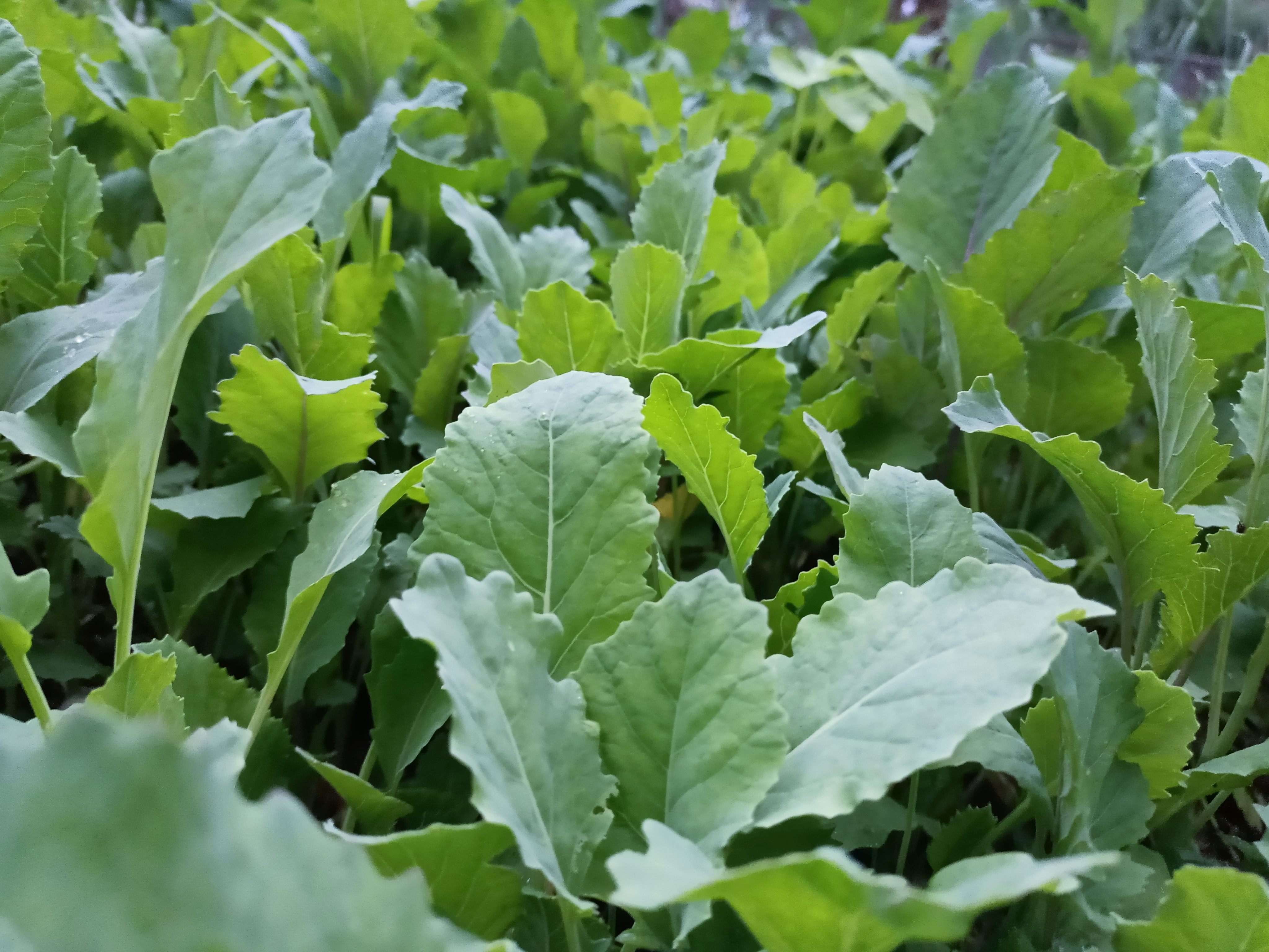
Молода листова капуста на сільськогосподарських землях, це молоді рослини, які вийшли з землі після суворої зими в Кашмірі.

Листова капуста — це група певних вільно-листових сортів капусти городньої. Її вирощують для їжі завдяки її темно-зеленим листам, які готують і споживають як овочі, здебільшого в Кашмірі, Бразилії, Португалії, Зімбабве, Південній Африці, півдні США, Танзанії, Уганді, Кенії, Балканах і півночі Іспанії. Листову капусту вирощують вже щонайменше 2000 років, є свідчення, що стародавні греки вирощували кілька видів цієї рослини.

## Дані поживності
Сира листова капуста містить 90% води, 6% вуглеводів, 3% білків і нехтовно малу кількість жирів. Подібно до капусти кейл, листова капуста містить значну кількість вітаміну K (388% денної кількості) у стограмовій порції. Листова капуста це багате джерело (20% або більше денної кількості) вітаміну A, вітаміну C і мангану, а також помірне джерело кальцію і вітаміну B6.